# Corydalus tridentatus
Corydalus tridentatus là một loài côn trùng trong họ Corydalidae thuộc bộ Megaloptera. Loài này được Stitz miêu tả năm 1914.